# Uur Gol
Sông Uur Gol hay sông Uuriin Gol (tiếng Mông Cổ: Үүрийн гол) là một con sông ở phía đông bắc aimag (tỉnh) Khovsgol, chủ yếu chảy trong địa phận sum (huyện) Tsagaan-Uur. Sông này là một chi lưu chính của sông Egiin Gol.

## Các chi lưu
- Uilgan Gol bên tả ngạn
- Arigiin Gol bên hữu ngạn

## Tọa độ
- Cửa sông: 50°31′6″B 101°35′15″Đ / 50,51833°B 101,5875°Đ gần Tsagaan-Uur